# Listă de dramaturgi bulgari
Aceasta este o listă de dramaturgi bulgari în ordine alfabetică:

## A
- Emil Andreev

## D
- Gergana Dimitrova
- Dimităr Dimov
- Sava Dobroplodni[1]
- Marin Drinov, drama Ivanco, asasinul lui Asan I[1]
- Vasil Drumev (Kliment din Tărnovo) (1841 - 1901)[2]

## H
- Aleksandar Hadzhihristov

## I
- Kalin Iliev
- Iordan Iovkov

## P
- Valentin Plamenov (1951 - 2003)

## S

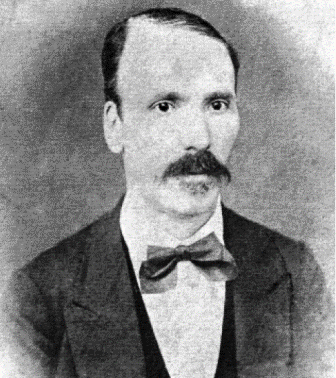
Dobri Voinikov (1833–1878)

- Stanislav Stratiev (1941 - 2000)

## T
- Petko Todorov (1879 - 1916)

## V
- Ivan Vazov
- Dobri Voinikov (1833 - 1878)[1][3][4]

## Vezi și
- Listă de piese de teatru bulgărești
- Listă de scriitori bulgari
- Listă de dramaturgi